# Barry Miller
Pour les articles homonymes, voir Miller.
Barry Miller est un acteur américain né le 6 février 1958 à Los Angeles, Californie (États-Unis). Son plus grand rôle est celui de Ralph dans le film Fame (1980).

## Filmographie

### Cinéma
- 1975 : Lepke : Young Lepke
- 1977 : La Fièvre du samedi soir (Saturday Night Fever) de John Badham : Bobby C.
- 1979 : Silence... mon amour (Voices) de Robert Markowitz : Raymond Rothman
- 1980 : Fame de Alan Parker : Ralph Garcey (Raúl García)
- 1981 : L'Élu (The Chosen) de Jeremy Kagan : Reuven Malter
- 1985 : Natty Gann (The Journey of Natty Gann) de Jeremy Kagan : Parker
- 1986 : Peggy Sue s'est mariée (Peggy Sue Got Married) de Francis Ford Coppola : Richard Norvik
- 1987 : Le Sicilien (The Sicilian) de Michael Cimino : Dr. Nattore
- 1988 : La Dernière Tentation du Christ (The Last Temptation of Christ) de Martin Scorsese : Jerobeam
- 1990 : L'Amour poursuite (Love at Large) de Alan Rudolph : Marty
- 1993 : The Pickle de Paul Mazursky: Ronnie Liebowitz
- 1994 : Rendez-vous avec le destin (Love Affair) de Glenn Gordon Caron : Robert Crosley
- 1999 : Personne n'est parfait(e) (Flawless) de Joel Schumacher : Leonard Wilcox
- 2001 : Sexy Devil : Mike Weiss

### Télévision
- 1973 : La Dernière Enquête (Brock's Last Case) (TV) : Staats
- 1975 : Joe and Sons (série télévisée) : Mark Vitale
- 1976 : Having Babies (TV) : Kenneth McNamara
- 1976 : L'Homme qui valait trois milliards (The Six Million Dollar Man) (série télévisée) (saison 4, épisode 10) : Prince Hassad
- 1977 : The Death of Richie (TV) : Domenic
- 1977 : Szysznyk (série télévisée) : Fortwengler

- 1982 : King of America (TV) : Demos
- 1985 : Une chambre pour deux (The Roommate) (TV) : Henry 'Hub' Palomountain
- 1987 : Conspiracy: The Trial of the Chicago 8 (TV) : Jerry Rubin
- 1990 : Equal Justice (série télévisée) : Pete 'Briggs' Brigman
- 1990 : Equal Justice (TV) : Pete Brigman